# Toyota Princess Cup 1999
Il Toyota Princess Cup 1999 è stato un torneo di tennis giocato sul cemento. È stata la 3ª edizione del torneo, che fa parte della categoria Tier II nell'ambito del WTA Tour 1999. Si è giocato al Ariake Coliseum di Tokyo in Giappone, dal 20 al 29 settembre 1999.

## Campionesse

### Singolare
Lindsay Davenport ha battuto in finale  Monica Seles con il punteggio di 7–5, 7–6

### Doppio
Conchita Martínez /  Patricia Tarabini hanno battuto in finale  Amanda Coetzer /  Jelena Dokić con il punteggio di 6(5)–7, 6–4, 6–2